# Augustin Cochin (historien)
 (décembre 2021).
Pour les articles homonymes, voir Augustin Cochin et Cochin.
Pour les autres membres de la famille, voir Famille Cochin.
Augustin Denis Marie Cochin est un historien et sociologue français, né le 22 décembre 1876 dans le 7e arrondissement de Paris et mort pour la France à Maricourt, le 8 juillet 1916 au cours de la bataille de la Somme.

## Biographie
Issu d'une famille de la grande bourgeoisie catholique parisienne anoblie au XVIIIe siècle, Augustin Denis Marie Cochin est le fils du ministre Denys Cochin.
Lauréat du concours général (en dessin, rhétorique, et version latine), il reçut une formation d'archiviste paléographe à l'École des chartes et consacra ses premières recherches aux menées des protestants du Midi de la France à l’époque de la Fronde. Il s’aperçut que, derrière les événements les plus visibles, des forces moins palpables étaient à l’œuvre. L’École des Chartes publia en 1902 une « position de thèse » : Le Conseil et les Réformés, de 1652 à 1658. Deux extraits de cette première recherche sont publiés : Les conquêtes du Consistoire de Nîmes pendant la Fronde (1648-1653), et Les Églises calvinistes du Midi ; le cardinal Mazarin et Cromwell.
Réorientant ses travaux, il entreprit d’étudier la campagne électorale en 1789 en Bourgogne. Pourquoi les cahiers de doléances, les mots d’ordre, les candidats se ressemblent-ils autant ? Or, se dit-il, « la communauté des idées ne rend pas compte du concert des actes ». C’est en épluchant inlassablement les archives locales qu’il mit au jour le rôle des « sociétés de pensée », les techniques d’encadrement de l’électorat et de la manipulation des esprits. Perfectionnant le cadre explicatif élaboré en Bourgogne, il allait ensuite l’affiner en Bretagne et, plus largement, démonter les engrenages de la machine révolutionnaire.
Sans en être membre, il est au cours de sa vie proche de l'Action française et est abonné au journal du même nom. Selon Philippe Boutry, il ne peut cependant pas être considéré comme faisant partie des « historiens de l'Action française », étant « par trop intransigeant dans son propre catholicisme pour accepter le politique d’abord maurrassien ».
Mobilisé en 1914, le capitaine Augustin Cochin, du 146e régiment d'infanterie, a le bras gauche brisé par un éclat d’obus et la mâchoire traversée par une balle à Fouquescourt en octobre 1914. Il est de nouveau blessé le 25 septembre 1915 à Tahure en Champagne et le 26  février 1916 à Douaumont. Il est tué à l'ennemi le 8 juillet 1916 à 10 heures du matin près du premier calvaire d'Hardecourt-aux-Bois,.

## Héritage
L’Académie française lui décerne le prix Vitet en 1916 et le Grand Prix Gobert en 1926 à titre posthume.
Après sa mort, son collaborateur, Charles Charpentier, fit paraître en 1925 son seul ouvrage achevé : Les sociétés de pensée et la Révolution en Bretagne. En 1921 et 1924, sa mère fit publier deux recueils d'essais : Les sociétés de pensée et la démocratie moderne et La Révolution et la libre pensée.
Durant les années 1930, Charles Maurras tente d'« d’annexer à l’Action française la personne et l’œuvre de l’historien disparu ». Cela lui vaut les protestations de la mère d'Augustin Cochin, opposée à l'Action française. Pour Philippe Boutry, l'œuvre de Cochin « ne reflète que très partiellement la vision maurrassienne de l'histoire de la Révolution française ».
L'historien François Furet lui consacre un chapitre de son essai Penser la Révolution française (1978), et déclare : « Tocqueville et Cochin sont les seuls historiens à proposer une conceptualisation rigoureuse de la Révolution française ». Il le considère comme « probablement le plus méconnu des historiens de la Révolution française ».
En 1979, le sociologue Jean Baechler réédita son livre de 1921 Les sociétés de pensée et la démocratie moderne : Études d’histoire révolutionnaire dans une collection de sociologie car selon lui « Cochin propose une théorie cohérente, profonde et féconde d'homo idéologicus […] et offre un instrument conceptuel efficace pour étudier l'histoire que les hommes font sans le savoir ».
En 2018, Denis Sureau publia les œuvres presque complètes d'Augustin Cochin sous le titre La Machine révolutionnaire, avec une préface de l'historien Patrice Gueniffey.

## Thèses
(novembre 2023).
- Si vous ne connaissez pas le sujet, laissez ce bandeau (vous pouvez alors contacter les auteurs).
- Si vous supprimez le contenu mis en cause (vous pouvez préalablement contacter les auteurs),

argumentez précisément cette suppression dans la page de discussion
(un manque de référence n'est pas un argument ; une recherche réelle de référence doit avoir été effectuée, être formellement documentée).
Contrairement à un malentendu courant, Cochin n’est pas l’héritier de l’abbé Augustin Barruel et de sa thèse du complot maçonnique des Illuminés de Bavière. Il se moque de cette « conspiration de mélodrame », sans négliger pourtant le rôle croissant, parmi les sociétés de pensée, des loges maçonniques qui, comme l’a écrit Furet, incarnent « de façon exemplaire la chimie du nouveau pouvoir ». Il n’est pas davantage convaincu par la « méthode psychologique » développée par Hippolyte Taine : la Révolution ne s’explique pas par une volonté consciente, une intention délibérée de ses acteurs, dont l’historien devrait se contenter de décrire leurs représentations. Tout comme il ironise sur la justification de la Terreur jacobine par les « circonstances », dans son combat de 1909, répondant à la critique adressée par Alphonse Aulard à l'œuvre de Taine par un essai brillant : La Crise de l'histoire révolutionnaire : Taine et M. Aulard.
L'originalité d'Augustin Cochin est d'avoir introduit dans la recherche historique la méthode sociologique que venait d'élaborer Émile Durkheim, tout en cherchant à en éliminer le déterminisme. Cette démarche était très novatrice de la part d'un penseur catholique. Sa thèse principale est que la démocratie moderne est née d'une prise de pouvoir d'un genre radicalement nouveau, caractérisé par une dualité entre la réalité des rapports politiques et la fantasmagorie de leur représentation sociale, dualité rendue possible et durable par le mécanisme d'entraînement sophistique extrêmement efficace des « sociétés de pensée ».
Pour Cochin, le jacobinisme, phénomène central de la Révolution française, est le fruit d’un type de société qui prend son essor à partir de 1760 : la société de pensée. Les « sociétés » comme on dit alors et les académies de province sont le laboratoire dans lequel s'élaborent les idées politiques et économiques de la Révolution et où l’égalité de tous devant la loi, la fin des privilèges, la liberté de conscience et de commerce , la dissolution des corporations de métier et des communautés villageoises sont des questions débattues ; les sociétés littéraires et les cercles de lecture influencent la presse et la partie active de l’opinion (telles les sociétés d’agriculture) où l’on discute de questions scientifiques ou législatives ainsi que dans les loges maçonniques qui apparaissent à cette époque (le Grand Orient se constitue en 1773). 
Ces structures correspondent et forment des réseaux qui diffusent la philosophie des Lumières, en créant les conditions sociologiques de l'apparition d'une opinion publique animée par des publicistes qui s'opposent aux anti Lumières . 
Dans la société de pensée, les membres doivent se dépouiller de leur identité sociale réelle, s’abstraire des corps d’appartenance qui constituaient l’Ancien régime, et même mettre entre parenthèses leurs convictions acquises au préalable. Foi, religion, expérience, traditions s’effacent. En ce sens, elle préfigure le régime démocratique où tous sont égaux comme citoyens. Le but de cette nouvelle forme d’organisation n’est pas d’agir ou de représenter des intérêts mais d’opiner, de dégager de la discussion un consensus – telle est bien la « philosophie » ou la « pensée  libre» (on dira plus tard l’idéologie) – d’où naît la volonté générale. De la fabrication de cette « vérité socialisée » émerge un modèle de démocratie pure ou directe (non représentative) : la volonté  générale de la collectivité élaborant la loi à tout instant.
Or il faut malgré tout des chefs, et tel est bien le problème. La démocratie est toujours le règne d’une minorité de leaders qui s' appuient sur des majorités composites. D’où ce que Cochin appelle la Machine. Pour dégager des pouvoirs, tout un appareil se met en place qui sélectionne les meneurs, les plus actifs. Les machinistes qui agissent dans son « cercle intérieur » composent une oligarchie de médiocres successifs et interchangeables : pendant la Révolution, Brissot, Danton, Robespierre… Plus habiles que compétents, ces « tireurs de ficelles » (souvent gens de robe et de plume, beaux parleurs, ambitieux, sceptiques) apprennent à manipuler l’opinion. Mais ils ne sont que rouages, bientôt broyés par une logique mécanique qui tend implacablement à l’extension du contrôle social et à la radicalisation du mouvement.
Cochin analyse la dynamique révolutionnaire en trois grandes étapes :
De 1750 à 1788, c’est la « socialisation de la pensée » par les sociétés de pensée qui élaborent et diffusent l'« opinion sociale ».
De 1789 à 1793, elles deviennent des sociétés révolutionnaires, des clubs qui reproduisent leurs mécanismes à l’échelle du corps entier de la nation : c’est la « volonté socialisée ». Rousseau avait écrit : « on le forcera à être libre ». Au nom d’une liberté (négative), sont détruites les libertés des corps, corporations, congrégations et autres communautés, tout ce qui s’interpose entre l’individu et l’État. La personne « libérée » de toute appartenance, n’est en fait plus protégée.
De 1793 à 1794, le jacobinisme triomphe, le « Peuple » se substitue à la société civile et à l’État, le sang coule à flots, et c’est le temps des « biens socialisés ». Le 9 Thermidor (chute de Robespierre) marque la fin de la Terreur.
Les analyses de Cochin, longtemps oubliées ou incomprises en France, ont fait l'objet d'études en Allemagne, en Italie -- où tous ses livres ont été traduits, et où sa pensée est confrontée à celle d'Antonio Gramsci -- et aux États-Unis.

## Publications
- Les Sociétés de pensée et la démocratie moderne, Paris, les Editions des Cimes, 2012. 246 pages.  (ISBN 9791091058018).
- La Machine révolutionnaire. Œuvres. Textes réunis, présentés et annotés par Denis Sureau. Préface de Patrice Gueniffey. Tallandier, 2018. Ce volume reprend la totalité des œuvres et de la correspondance, à l'exception des Sociétés de pensée et la Révolution en Bretagne. (1788‑1789), Paris, Champion puis Plon, 1925, deux tomes. Une édition dans la collection de poche Texto de Tallandier est parue en 2022.

## Distinctions
- Chevalier de la Légion d'honneur (1915)[14]